# تشيما ديلا بيانكا
تشيما ديلا بيانكا (بالإنجليزية: Cima della Bianca)‏ هو أحد جبال سلسلة جبال الألب ليبونتيني وجزء من القمة الأم جبل سكوبي يقع في كانتون غراوبوندن وكانتون تيسينو, سويسرا. يبلغ ارتفاع الجبل حوالي 2893 متر، بينما يبلغ ارتفاع نتوء الجبل 234 متر.